# Цветкова, Юлия Владимировна
Ю́лия Влади́мировна Цветко́ва (род. 23 мая 1993, Комсомольск-на-Амуре, Хабаровский край) — российская художница и активистка из Комсомольска-на-Амуре. 11 февраля 2020 года по версии «Мемориал» признана политзаключённой.

## Биография
Мать Юлии, Анна Леонидовна Ходырева, родилась и выросла в городе Кирове, по образованию Ходырева педагог, также училась на бутафора, много лет работала помощницей режиссёра народного театра. Создательница первой в Комсомольске-на-Амуре студии раннего развития (1996).
В детстве Цветковой ставили ДЦП говорили, что она не выживет, но маме удалось поставить дочь на ноги. О ДЦП пишет как сама Юлия, так и некоторые СМИ
С раннего детства Цветкова занималась творчеством. В 13 лет прошла её первая персональная выставка в городской галерее современного искусства. Несколько лет работала на городском телевидении как ведущая молодёжной передачи «Амурские звёздочки». Её имя было внесено в книгу одарённых детей Хабаровского края.
В 15 лет бросила школу. Мечтала стать хореографом, в 17 лет переехала в Москву, где тренировалась в разных танцевальных школах, изучая современные танцевальные стили. Позднее стала изучать боевые искусства и паркур. Проходила тренерскую квалификацию ADAPT в лондонской организации Parkour generations, но после травмы была вынуждена прекратить спортивную карьеру.
Начала учиться на режиссёра и сценариста кино в London Film School, но по личным обстоятельствам была вынуждена прекратить обучение и вернуться в родной Комсомольск-на-Амуре.
С 2013 по 2017 годы преподавала разговорный английский и вела театрально-танцевальные занятия для детей.

### Активистская деятельность
В 2018 году Цветкова начала вести активистскую деятельность. Писала о феминизме, правах ЛГБТ, антимилитаризме и экологии. Читала лекции по этим вопросам.
9 сентября 2018 года Цветкова открыла городской комьюнити-центр для гражданских инициатив. В культурном центре проходили еженедельные лекции, встречи «Живой библиотеки», группы поддержки для школьников и матерей, инклюзивная ярмарка рукоделия и экологические акции.
В 2018 году создала театр-балаган «Мерак». В театре ставились авторские постановки. Театр был горизонтальным, актёры театра активно участвовали в процессе постановки. Все спектакли проходили с элементами импровизации, танца и форум-театра. В 2018 году «Мерак» выпустил 3 постановки: танцевальная миниатюра по мотивам «Весны священной» Стравинского, танцевально-поэтический спектакль о взрослении «Эволюция» и спектакль «История английского» на английском языке. В 2018 году «Мерак» показал постановки на самых крупных культурных площадках города. Постановка «История английского» была названа одним из 10 главных театральных событий города.
Во второй половине 2018 года театр приступил к подготовке 4 постановок в рамках фестиваля активистского искусства «Цвет шафрана»: танцевальной миниатюры о Пражской Весне, танцевальной миниатюры о травле «Неприкасаемые», сатирического антивоенного спектакля «Благослови господа и амуницию его» и юмористического спектакля о вреде гендерных стереотипов «Розовые и голубые».
За две недели до 16 февраля 2019 года администратору театра поступил звонок из администрации города. Сотрудник администрации расспрашивал о постановках, об идее фестиваля, об антивоенных открытках. На следующий день театру отказали в предоставлении помещения. Цветкова обратилась в СМИ с просьбой осветить неправомерный запрет молодёжного театрального фестиваля. После того, как новость вышла в СМИ, Цветкову и администратора театра вызвали на беседу в городскую администрацию, где попросили их не рассказывать плохое о городе и не организовывать собственные мероприятия.
Театр нашёл новое помещение, и повторная подготовка к фестивалю продолжилась. За неделю до 16 марта 2019 года полиция пришла в школу к несовершеннолетним актёрам театра и опросила детей о «пропаганде гомосексуализма» и экстремизме. Ещё через день владелицу помещения, в котором должен был пройти фестиваль, вызвали в городскую администрацию, где сказали, что отберут у неё помещение, если она проведет у себя «ЛГБТ-фестиваль». После чего Цветкова решила, что спектакли всё же нужно показать, но закрытым показом, только для родителей актёров и ограниченного количества представителей прессы. Спектакли показали для аудитории в 15 человек, сохранилась видеозапись показа.
В июне театр «Мерак» выпустил спектакль «Сказки сказочные — сказки реальные» о русских сказках на английском языке.
В ноябре 2019 года в Санкт-Петербурге на феминистском фестивале «Рёбра Евы» состоялся показ записи спектакля «Розовые и голубые». На показе присутствовала полиция.

### Уголовное дело
Уголовное преследование Цветковой по обвинению в совершении преступления, предусмотренного п. «б» ч. 3 ст. 242 УК РФ («Незаконные изготовление и оборот порнографических материалов с использованием сети „Интернет“», до 6 лет лишения свободы) в связи с администрированием феминистского паблика «Монологи вагины» началось 24 октября 2019 года. Как утверждали СМИ, это произошло по заявлению «профессионального доносчика» Тимура Булатова, что впоследствии самой Цветковой опровергалось. Цветкова находилась под домашним арестом с 23 ноября 2019 года.
Согласно мнению правозащитников, уголовное преследование связано с общественной позицией и феминистскими взглядами фигурантки. Организатор фестиваля активистского искусства «Цвета Шафрана», создательница бодипозитивного проекта «Женщина не кукла», руководительница театральной студии «Мерак». 3 декабря 2019 года Ассоциация театральных критиков опубликовала открытое письмо в поддержку Юлии Цветковой и её художественной, просветительской и социальной деятельности.
13 декабря 2019 года, будучи под домашним арестом, Юлия Цветкова была признана виновной в совершении административного правонарушения, предусмотренного ч. 2. ст. 6.21 КоАП РФ («Пропаганда нетрадиционных сексуальных отношений среди несовершеннолетних с применением сети „Интернет“») и приговорена к штрафу в размере 50 000 рублей за публикацию о правах ЛГБТ.
17 января 2020 года стало известно о новом обвинении по этой статье за картинку с текстом «Семья там, где любовь. Поддержите ЛГБТ+ семьи».
24 февраля 2020 года Цветкова сообщила об угрозах и вымогательстве со стороны гомофобного проекта «Пила».
26 февраля 2020 года Цветкова составила заявление в Следственный комитет в связи с ограничением её права на получение медицинской помощи.
2 марта 2020 года полиция сообщила о поступившем от Булатова заявлении о пропаганде нетрадиционных ценностей в отношении матери заключённой — Анны Ходыревой.
16 марта 2020 года Комсомольский районный суд изменил меру пресечения с домашнего ареста на подписку о невыезде.
25 марта 2020 года деятели культуры Людмила Петрушевская, Владимир Познер, Ксения Собчак, Рената Литвинова, Максим Матвеев, Евгений Стычкин записали обращения в поддержку ЛГБТ-активистки.
16 апреля 2020 года Цветкова получила международную награду «Index on Censorship» в номинации «Искусство», став второй россиянкой, получившей награду, после Анны Политковской.
В июне 2020 года жалоба по делу Цветковой была направлена в комитет ООН по культурным правам и Совет ООН по правам человека. Документ подготовила юрист Ресурсного центра для ЛГБТ в Екатеринбурге Анна Плюснина.
23 июня 2020 года в эфире радио «Эхо Москвы» прошла передача «Неудобные» с участием главы центра «Насилию.нет» Анны Ривиной, журналисток Ирины Воробьевой и Маргариты Ставнийчук и бывшей политзаключённой Надежды Толоконниковой в качестве гостьи, темой выпуска было обвинение против Цветковой, телесность и феминизм.[значимость факта?]
27 июня 2020 года более 50 СМИ, культурных и образовательных проектов присоединились к коллективному солидарному высказыванию «медиастрайк #ЗаЮлю».
В поддержку Цветковой высказалась Ив Энслер, создательница пьесы «Монологи вагины».
Центр Вознесенского провел «Марафон в поддержку Юлии Цветковой — поэтические чтения и разговоры о свободе».
Прошли пикеты в Москве, Санкт-Петербурге, Кемерово, Кирове, Волгограде, Новосибирске, Казани, Воронеже, Ижевске, Смоленске, Екатеринбурге, Томске, Калининграде, Ростове-на-Дону, Уфе, Иваново, Челябинске, Владивостоке, Оттаве, Берлине, Лондоне, Мадриде, Кёльне, Тель-Авиве, ряде городов Голландии. В Москве полиция задержала 40 человек, в Санкт-Петербурге — троих. Анастасия Резюк, участница Соц. Фем Альтернативы оставлена под стражей на 15 суток, она была задержана через час после окончания серии одиночных пикетов, по словам её отца.
29 июня 2020 года Татьяна Москалькова — уполномоченный по правам человека РФ — заявила, что возьмёт под контроль дело Цветковой. Она сообщила, что к этому решению привёл вопрос комиссара Совета Европы по правам человека Дуни Миятович и большой общественный резонанс.
6 июля 2020 года в помещение, где ЛГБТ-активистка[уточнить] и её мать давали интервью корреспонденту проекта «Редакция», проник неизвестный провокатор, агрессивным поведением и угрозами он пытался сорвать проведение интервью. По словам пострадавших, он сказал, что его «прислали из администрации».
10 июля 2020 года состоялся суд по административному правонарушению о пропаганде нетрадиционных сексуальных отношений среди несовершеннолетних (часть 2 статьи 6.21 КоАП). Рассматривался рисунок с надписью «Семья там, где любовь. Поддержите ЛГБТ+ семьи». Цветкова признана виновной со штрафом в 75 тысяч рублей.
7 июля 2020 года было открыто третье административное дело против Цветковой по аналогичной статье за рисунок в рамках флешмоба #ДаВыберу, возникшего в социальных сетях в результате реакции на агитационный ролик «Федерального агентства новостей» о поправке в статью 73 Конституции РФ. В настоящее время ролик заблокирован YouTube как нарушающий правила сервиса о недопустимости дискриминационных высказываний.
15 сентября 2020 года в Москве должен был пройти специальный показ фильма «Вульва 3:0» Клаудии Рихарц и Ульрики Ципперман, организованный в поддержку Юлии Цветковой. Проведению показа помешал наряд Росгвардии.
В декабре 2020 года стало известно, что в связи с делом Цветковой направлен на судебно-психологическую экспертизу эпизод сериала «Секс в большом городе». В июле в интервью Ирине Шихман для её YouTube-шоу «А поговорить?» прозвучало сравнение работ Цветковой со сценой из сериала, в которой демонстрируются картины. В ответ мать Юлии Цветковой обратилась с письмом к Синтии Никсон — актрисе сериала и активистке за права женщин.
1 мая 2021 года Цветкова начала голодовку с требованиями не затягивать процесс, открыть суд для общественности и допустить общественного защитника.
3 июня 2022 года Цветкова была включена в реестр «СМИ-иностранных агентов».
15 июля 2022 года Цветкова была судом оправдана. После утверждения оправдательного приговора в апелляционной инстанции 22 ноября 2022 года покинула Россию.
28 марта 2023 года 9-й кассационный суд во Владивостоке отменил оправдательный приговор и отправил дело на новое рассмотрение.

## Награды
- Вошла в список ста самых влиятельных и вдохновляющих женщин 2020 года Би-би-си[85].
- Получила премию «Женщины года — 2020» журнала Glamour[86].
- Получила премию Ассоциации театральных критиков в номинации «Человек года» за 2020 год[87][88].